# Islas Orcadas del Sur
Las islas Orcadas del Sur (referidas también como Órcadas del Sur y en desuso como Orcadas del Sud) son un archipiélago de la Antártida ubicado entre los 60° 50' y los 60° 83' de latitud sur, y entre los 44° 25' y los 46° 26' de longitud oeste. Se hallan al sureste de la isla Grande de Tierra del Fuego en el extremo sur de América, al sur de las islas Aurora, al sudoeste de las islas Georgias del Sur y al noreste de la península Antártica. La zona habitada de manera permanente desde 1903 se encuentra exactamente en los 60,73' de latitud sur y 44,73' de longitud oeste.

## Geografía
Las islas Orcadas del Sur tienen una superficie de 750 km² según el Instituto Geográfico Nacional de Argentina, y 620 km² según otras fuentes. El archipiélago consta de dos islas principales: Coronación (con 457 km²) y Lauría (o Laurie) con 86 km², y otras islas menores: Larsen, Powell, Signy, Robertson, Monroe, Matthews, Fredriksen y Morisqueta. Las islas Inaccesibles, ubicadas unas 15 millas náuticas al oeste de la isla Coronación forman también parte del archipiélago. El estrecho Lewthwaite separa la isla Coronación de la Powell y el estrecho Washington separa esta última de la isla Laurie.
Como las islas Aurora, Georgias del Sur, Sandwich del Sur y los archipiélagos más cercanos a la península Antártica, forman parte del llamado Arco Antillano Austral o de las Antillas del Sur.
El relieve de las islas es accidentado, con montañas y pequeñas mesetas, orografía desde la que discurren glaciares que recubren gran parte del área insular. La cumbre más elevada de este archipiélago es el monte Nívea en la isla Coronación, de 1266 m s. n. m., seguido del monte Noble de 1165 m en la misma isla.

## Clima

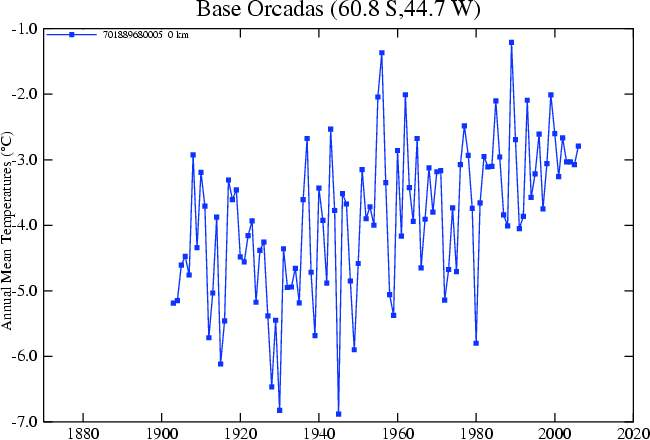
Temperaturas promedio del aire en casilla meteorológica, de 1901 a 2007; en NASA.

Dada su latitud y las corrientes oceánicas provenientes del sur, el clima de las Orcadas del Sur es nival, aunque se distinguen claramente dos períodos: el del prolongado verano antártico y el del prolongado invierno antártico. 
La temperatura promedio anual, a nivel del mar es de -4,2 °C; +0,2 °C durante enero (el mes más cálido del verano) y de -8,5 °C durante julio (el mes más frío del invierno); las temperaturas extremas registradas durante el período 1903-2005 por la estación meteorológica argentina, han sido -siempre al nivel del mar- de un máximo de 12 °C en verano y de -44 °C en invierno, notándose un ligero aumento no significativo (estadísticamente) de 1,5 °C, en cien años, de los promedios térmicos en el termómetro de la estación meteorológica.

## Fauna y flora
Durante el verano abunda la fauna de cetáceos y pinnípedos así como la avifauna antártica: pingüinos (esfenicidos, no los alcaidos), cormoranes, petreles, albatros, escuas o skuas, palomas antárticas. Durante el invierno la banquisa de hielos cubre el océano en esas latitudes y se reduce drásticamente la fauna de superficie. La flora macroscópica autóctona se reduce a algas que se varan en las costas, a musgos y, especialmente, a las simbiosis de algas y hongos llamadas líquenes.
De acuerdo con el Tratado Antártico, se han establecido zonas especialmente protegidas en el archipiélago:
- Isla Moe 60°45′S 45°41′O / -60.750, -45.683.
- Isla Lynch 60°40′S 45°38′O / -60.667, -45.633.
- Isla Powell e islas adyacentes 60°45′S 45°02′O / -60.750, -45.033.
- Zona norte de la isla Coronación

## Historia

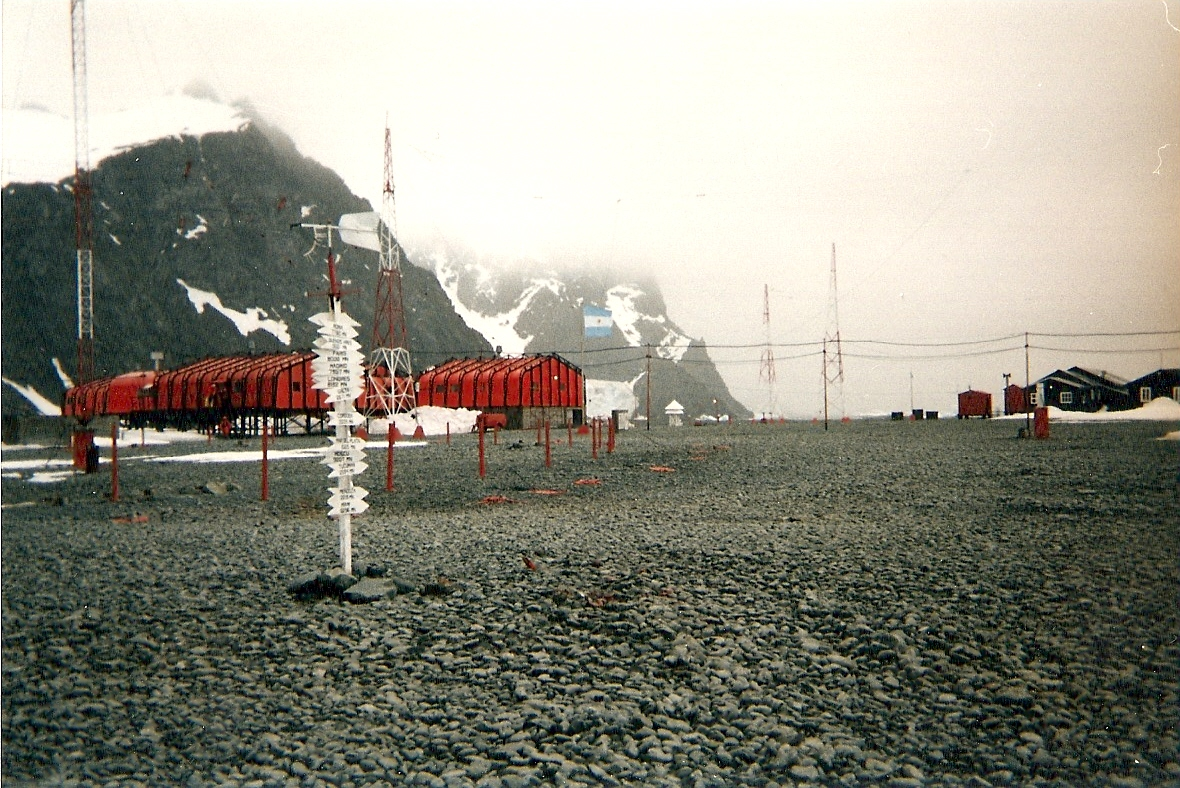
Base Orcadas.

Las islas, como todas las Antillas del Sur y la península Antártica, fueron frecuentemente visitadas por foqueros y balleneros de diversas nacionalidades (españoles de Europa y Sudamérica, ingleses etc.) ya en el siglo XVIII. Las primeras noticias documentadas indican el arribo de dos barcos cazadores de focas en 1821: el James Monroe del estadounidense Nathaniel Palmer y el Dove del británico George Powell. Se atribuye a Powell el descubrimiento y toma de posesión para el Reino Unido de las islas el 7 de diciembre de 1821. Powell bautizó la isla Coronación en homenaje al año de la coronación del monarca británico Jorge IV y llamó al archipiélago grupo Powell. En 1823 James Weddell con su buque Jane visitó las islas, les dio su nombre actual, al ver sus coordenadas en la misma latitud Sur que las británicas islas Orcadas en el Atlántico norte, y renombró algunas de ellas.
Las islas continuaron siendo visitadas por cazadores de focas y de ballenas, pero no se realizó ningún relevamiento detallado hasta la expedición del Scotia, comandada por el escocés William Speirs Bruce, en 1903. La expedición invernó en la isla Laurie debido a que el barco quedó a merced de los hielos. Bruce cartografió las islas, revirtió algunos de los cambios de nombre realizados por Weddell y estableció una estación meteorológica (la Omond House). Al zafar el barco de su inmovilidad, navegó en diciembre a Buenos Aires para reaprovisionarse. Bruce deseaba la continuidad de sus estudios, por lo que ofreció en venta las instalaciones al Gobierno argentino (en $ 5.000); en la negociación prestó su conformidad el embajador británico en Buenos Aires. La base argentina de las Orcadas es el establecimiento humano permanente más antiguo de la Antártida. 
El presidente argentino, general Julio Argentino Roca, por decreto del 2 de enero de 1904 aceptó el ofrecimiento de las instalaciones y dispuso enviar una comisión en el Scotia a recibirlas, con el encargado de la Estafeta Postal "Orcadas del Sud", Hugo Alberto Acuña, creada por resolución ministerial del 20 de enero de 1904. El 22 de febrero de 1904 la delegación argentina se izó la bandera argentina en la Isla Laurie y se instaló el personal para proseguir con sus actividades. Esa fecha se conmemora el día de la Antártida Argentina en el país. La estación fue cedida al Servicio Meteorológico Nacional Argentino, siendo el origen de la base argentina Orcadas. También formaron parte del contingente argentino E. C. Szmula (encargado de la Estación Meteorológica) y Luciano Valette (encargado de los relevamientos de zoología) autor del libro Viaje a las Islas Orcadas Australes y del relevamiento topográfico realizado junto a Acuña. La estación argentina es en consecuencia el establecimiento humano permanentemente habitado más antiguo de la Antártida.
El 7 de diciembre de 1906, mediante un decreto del presidente argentino José Figueroa Alcorta, fueron nombrados comisarios para las islas Orcadas del Sur bajo la dependencia de la gobernación de Tierra del Fuego: 

Existiendo en los territorios australes de la República, diversos establecimientos nacionales como el Observatorio Meteorológico Magnético de las Orcadas y siendo conveniente la creación de otros, y para proveer a su mejor administración el Presidente de la República DECRETA: Art. 1° - Nómbrase comisario, en la región en donde se halla el observatorio de las Orcadas, y en las islas de su archipiélago, el señor Rankin Angus. Art. 2° - Nómbrase comisario de la isla Wandel y de las islas y tierras inmediatas al señor Guillermo Bee. Art. 3° - Ambas comisarías continuarán dependiendo de la Gobernación de Tierra del Fuego. Art. 4° - Comuníquese, publíquese y dése al Registro Nacional.

El 21 de julio de 1908 el Reino Unido reivindicó, mediante una carta patente firmada por el rey Eduardo VII, su soberanía sobre las denominadas Dependencias de las islas Malvinas (Falkland Islands Dependencies, territorios dependientes del Gobierno británico de las islas Malvinas), incluyendo a las islas Orcadas del Sur.

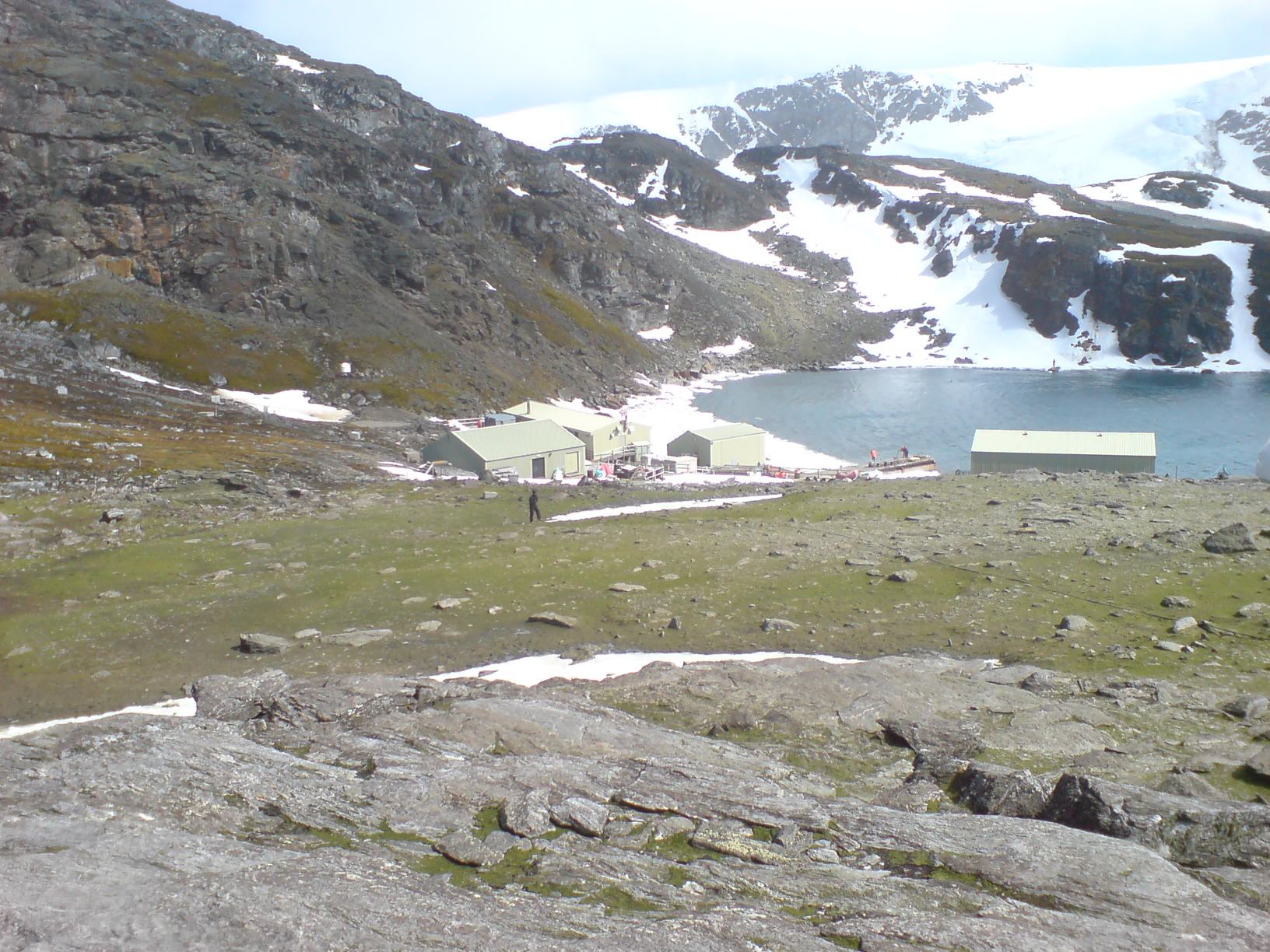
Base Signy.

El 15 de agosto de 1925 el Gobierno argentino comunicó a la Oficina Internacional de la Unión Telegráfica, que había establecido una estación de radio en la isla Laurie, haciéndolo en términos de soberanía sobre el archipiélago. El Gobierno británico protestó y recibió por respuesta que la estación de radio fue construida en territorio argentino. El 14 de abril de 1926 el Gobierno británico volvió a pasar una nota reafirmando sus derechos a las islas y declarando que por primera vez se anoticiaba de la reclamación argentina. La estación de radio inició sus operaciones el 30 de marzo de 1927.
En 1927 el Gobierno argentino expresó a la Unión Postal Universal en Berna que la jurisdicción territorial argentina se extendía de jure y de facto a las Orcadas del Sur y Georgias del Sur y el 20 de enero de 1928 respondió a una protesta británica del 8 de septiembre de 1927, expresando que su soberanía sobre las Orcadas del Sur se basaba en inalienables derechos y que la primera ocupación fue constantemente mantenida. 
En 1947 el British Antarctic Survey abrió una estación de investigación biológica en la isla Signy (la base Signy).

## Área marina protegida de Alta Mar: Islas Orcadas del Sur
En 2009 fue designada la primera área marina protegida (AMP) de alta mar en la región antártica durante la reunión de la Convención para la Conservación de Recursos Vivos Marinos Antárticos (CCAMLR por sus siglas en inglés). 
El área marina protegida en la plataforma sur de las islas Orcadas del Sur tiene una superficie de cerca de 94 000 kilómetros cuadrados y su declaración aumenta en un 4% la cobertura de superficie marítima protegida actualmente a nivel global. Sin embargo, la superficie marina del planeta designada bajo alguna categoría de protección continúa siendo muy baja (0,92%). El área marina protegida está limitada por una línea que comienza en los 61° 30' S, 41° O; continúa hacia el oeste hasta los 44° O de longitud; luego hacia el sur hasta los 62° S de latitud; luego hacia el oeste hasta los 46° O; luego hacia el norte hasta los 61° 30' S; continúa hacia el oeste hasta los 48° O de longitud; luego hacia el sur hasta los 64° S de latitud; luego hacia el este hasta los 41° O de longitud; y luego hacia el norte hasta el punto de inicio.
Las medidas de protección entraron en vigencia en mayo de 2010 e incluyen la prohibición de realizar operaciones de pesca así como la eliminación de deshechos desde embarcaciones pesqueras. El AMP ayudará a proteger una de las áreas más importantes de alimentación de la ballena jorobada, así como otras especies marinas como albatros, petreles y pingüinos. Adicionalmente, durante la pasada reunión de la CCAMLR se adoptaron dos medidas para mejorar la administración de la pesquería de kril antártico, un crustáceo similar a un camarón que constituye la base de la red trófica del Océano Austral.
Durante los últimos años, la explotación del kril antártico se ha expandido aceleradamente debido al creciente interés de industrias como la nutraceutica y acuicultura en la producción de suplementos alimenticios y pienso para salmones cultivados. Las medidas adoptadas recientemente por la CAMMLR ayudarán a distribuir espacialmente la captura de kril con el fin de evitar la concentración de su pesquería en áreas relativamente reducidas donde se alimentan otras especies dependientes de este crustáceo para sobrevivir y permitirán el monitoreo científico a bordo de la embarcaciones pesqueras de kril.

## Reclamaciones territoriales
Desde el 27 de octubre de 2017 Argentina incluye a las islas en el departamento Antártida Argentina dentro de la provincia de Tierra del Fuego, Antártida e Islas del Atlántico Sur (previamente eran parte del departamento Islas del Atlántico Sur), y para el Reino Unido integran el Territorio Antártico Británico, pero ambas reclamaciones están sujetas a las disposiciones del Tratado Antártico.
Nomenclatura de los países reclamantes: 
- Argentina: Islas Orcadas del Sur
- Reino Unido: South Orkney Islands